# 전류계

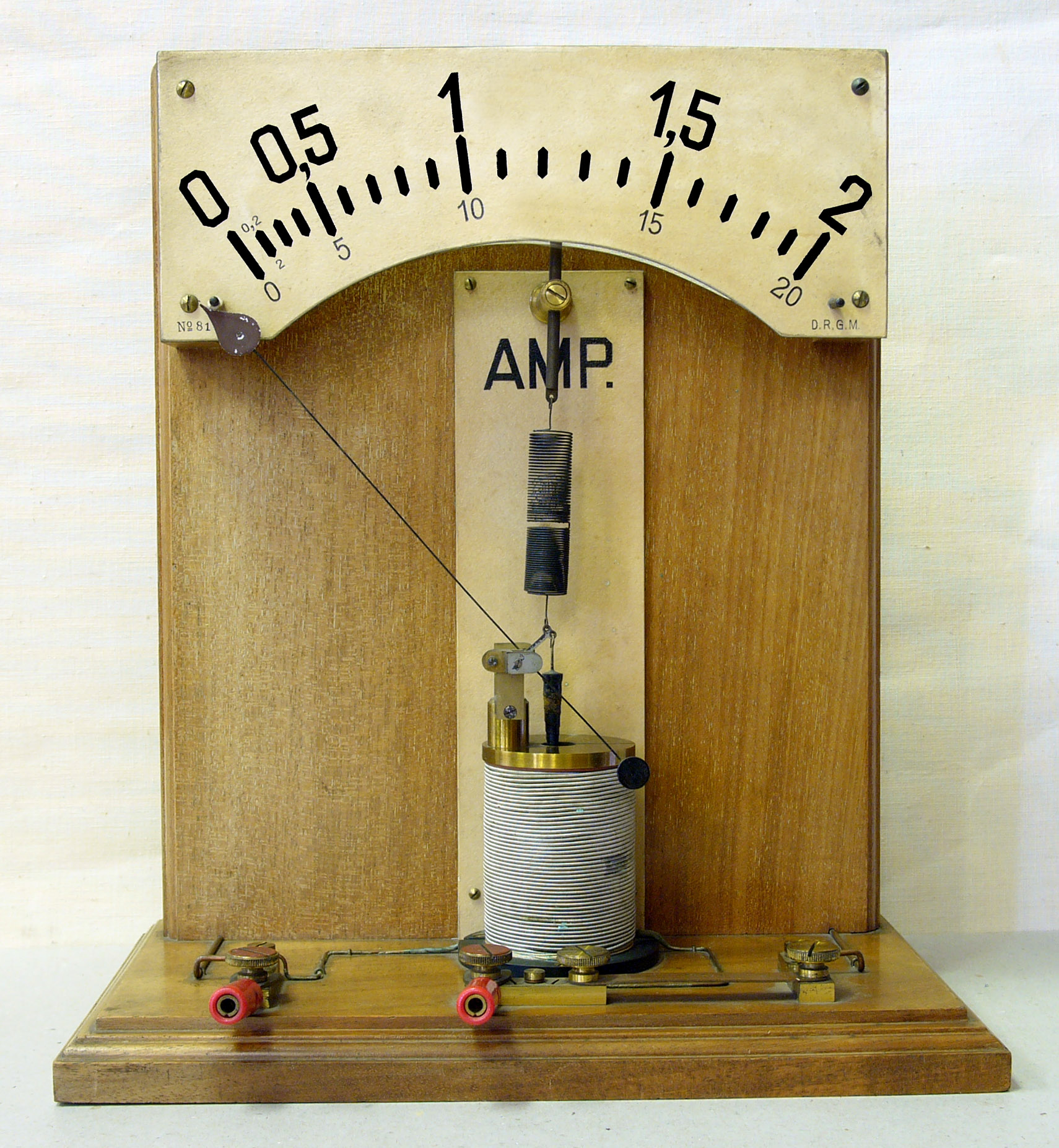
전류계의 구조

전류계는 전기회로의 전류를 측정하는 도구이다. 전기적 전류는 암페어(A)로 표시된다. 더 작은 극소의 전류는 밀리암페어나 마이크로암페어에 의해 측정될 수 있다. 초기의 전류계는 지구의 자기장 만을 측정하는 실험실 도구였다. 17세기 말에 이르러서야 어디서나 사용할 수 있고, 전기장계의 정확한 측정을 할 수 있게 되었다.

## 가동코일형 전류계
직류의 전류 측정에 널리 쓰인다. 영구자석의 양극 사이에 원통형의 연철편(軟鐵片)을 고정하고, 그 간격에 생기는 일정 자장 안에 코일을 장치한다. 코일에는 회전축이 달려 있고 축받이에 의해서 유지된다. 회전축에는 가벼운 지침과 용수철이 부착되어 있다. 용수철은 코일의 상하로 두개가 있어 각각 코일의 권선(卷線)의 양단과 접속되어 코일에 측정전류를 끌어들이는 역할도 한다. 코일에 측정전류가 통하면 코일은 전류의 크기에 비례한 회전력을 받아 그 회전력과 용수철의 힘이 균형을 이룰 때까지 회전해서 정지한다. 그 회전각을 지침의 움직임에 의해 읽음으로써 전류를 측정할 수 있다. 코일 속을 흐르는 전류의 방향을 반대로 바꾸면 코일은 반대방향으로 회전한다. 교류를 통하게 하면 전류의 방향은 주기적으로 바뀌므로 이에 따라 지침도 좌우로 움직이는데, 주파수가 높아지면 코일의 움직임은 전류의 방향 변화를 따를 수 없게 되고, 그 결과 지침은 전혀 움직이지 않는다. 즉 코일 속을 흐르는 전류가 직류가 아니면 측정할 수가 없다. 전선을 접속하는 측정단자에는 ＋,－의 기호가 들어 있다. 측정할 때에는 ＋단자로부터 －단자로 전류가 흐르도록 전선을 접속해야 한다.

## 가동철편형 전류계
고정된 코일 속에 고정 연철편과 가동 연철편을 넣고 코일에 측정전류를 통할 때 그 철편이 자화해서 생기는 반발력 또는 흡인력을 이용하여 전류를 측정하는 구조로 되어 있다. 가동철편이 회전축에 달려 있어서 자화하여 반발력을 받으면 축이 회전하며, 그 회전은 용수철과 균형이 이루어지면 정지한다. 이 회전각을 지침에 의해서 읽으면 전류의 크기를 알 수 있다. 전류의 방향이 바뀌면 철편이 자화하는 극(極)도 바뀌는데 고정철편 및 가동철편이 다 같이 바뀌므로 반발력의 방향은 바뀌지 않는다. 따라서 교류전류의 측정이 가능하며 직류에도 사용된다. 다만 철편에 자성이 남는 결점이 있기 때문에 정밀 측정에는 적합하지 않고, 주파수가 높은 교류의 측정에 사용할 수도 없다.

## 기타 전류계
고주파 교류의 전류 측정에 쓰이는 열전대형전류계, 교류전류의 비교적 정밀한 측정에 쓰이는 전류력계형전류계, 정류기(整流器)와 직류 전류계를 결합한 정류형전류계 등이 있다. 전류계의 코일에 통할 수 있는 전류의 크기에는 한계가 있다. 이 한계를 넘는 큰 전류를 측정하기 위해서는 코일에 병렬하도록 분류기(分流器)를 접속하여야 한다. 코일과 분류기의 양쪽 전류의 비(比)를 미리 알아 두면 코일 속을 흐르는 전류를 측정해서 전체의 전류 I``를 알 수 있다. 여러 가지의 저항치(抵抗値)를 가지는 분류기에 바꾸어 접속함으로써 전류측정의 범위를 적절하게 조절할 수 있다.

## 같이 보기
- 검류계
- 전위계
- 전압계
- 옴계
- 멀티미터